# Mohammed Mofatteh
Mohammad Mofatteh (en persan : محمد مفتح) né le 17 juin 1928 à Hamadan et mort le 18 décembre 1979 à Téhéran, est un philosophe, théologien et homme politique Iranien.

## Biographie
Il est né à Hamadan dans une famille religieuse. Son père, Haj Sheykh Mahmoud Mofatteh, connu sous le nom de Mirza Mahmoud, était un éminent professeur du séminaire de Hamadan, en littérature arabe et en littérature persane. Mofatteh a commencé ses études sous la direction de son père.

## Action politique
Mofatteh exprime l’autorité spirituelle et politique d’après Khomeini dans la révolution islamique d’Iran, avec l’aide d’autres politiciens comme Beheshti et Motahhari. Aussi Mofatteh se déplace dans diverses régions entre 1950 et 1960, principalement au mois de Ramadan au Khouzestan. Avec l'augmentation des actions politiques de son fait au Khuzestan, il en est interdit par la SAVAK. Il est ensuite exclu de l’université, et doit s'exiler à Zahedan, dans une région au sud-ouest de l’Iran. Pendant les violences de la dynastie Pahlavi, Mofatteh organise des manifestations contre elle dans la mosquée de Quba.
Il est assassiné par le Forqan Group (en) à l’université de Téhéran durant les premiers jours de révolution islamique en Iran.

## Œuvres
- un commentaire sur Hikmat Motaliyyah (persan : تفسیری بر حکمت متعالیه)
- La manière de penser selon la logique (persan : روش تفکر)
- L'unité entre université et séminaire (persan : وحدت حوزه و دانشگاه)